# Швидке заморожування

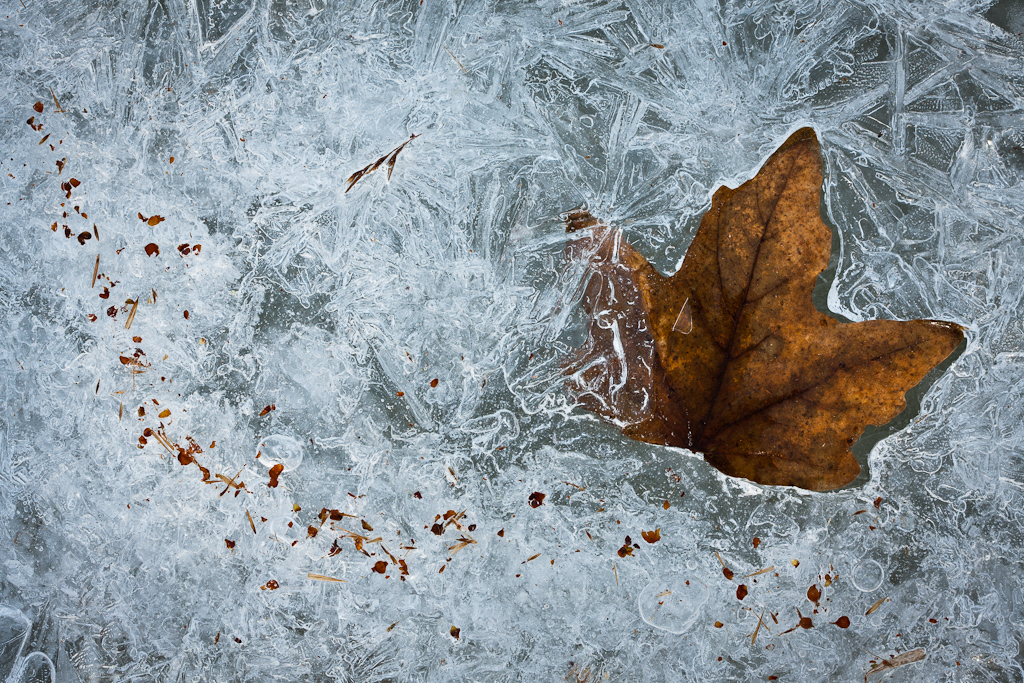
Кристали льоду в замерзлому ставку. Коли вода повільно охолоджується, утворюються кристали. Швидке заморожування зменшує утворення кристалів.

У фізиці та хімії швидке заморожування — це процес швидкого заморожування об’єкта.  Це здійснюється  шляхом піддавання об’єкта кріогенним температурам або прямого контакту з рідким азотом при −196 °C (−320,8 °F)  Швидке заморожування зазвичай застосовується в харчовій промисловості. 
Коли вода замерзає повільно, кристали ростуть із меншої кількості місць зародження, що призводить до утворення  більших кристалів льоду при невеликій їх кількості.  При швидкому заморожуванні утворюється більше центрів зародження і більше менших кристалів. Це призводить до набагато меншого пошкодження клітинних стінок. Ось чому швидке заморожування корисне для збереження їжі.

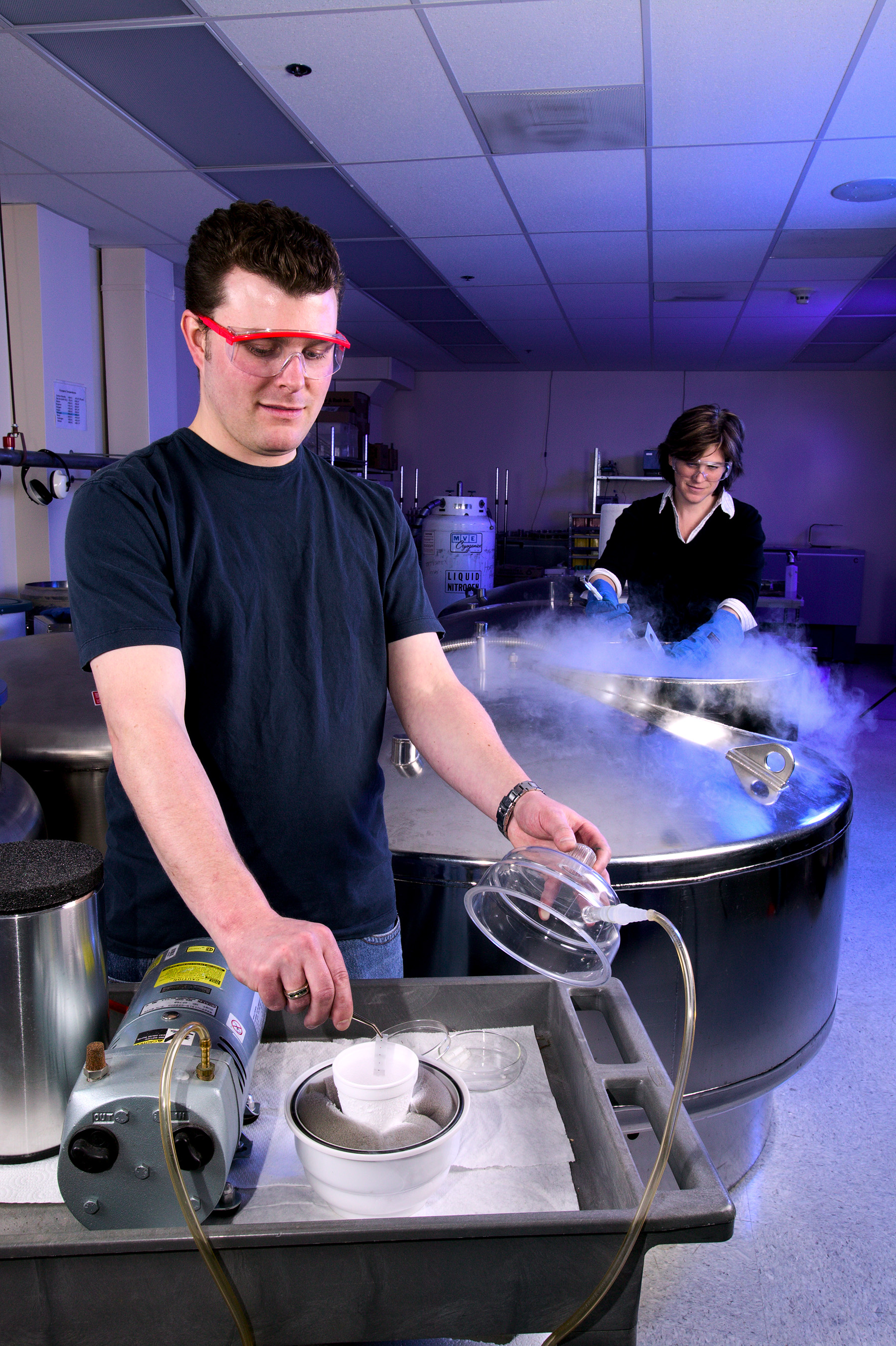
Швидке заморожування використовується для кріоконсервації

Швидке заморожування використовується в харчовій промисловості для швидкого заморожування продуктів, які швидко псуються. У цьому випадку харчові продукти піддаються впливу значно нижчих температур, ніж температура замерзання води . Таким чином утворюються менші кристали льоду, які менше пошкоджують клітинні мембрани .  У 20 столітті американський винахідник Кларенс Бердсай розробив процес «швидкого заморожування» для консервування їжі за допомогою кріогенного процесу.  

## Як вода замерзає
Поверхневе середовище не відіграє вирішальної ролі в утворенні льоду та снігу .  Коливання густини  всередині крапель води призводять до утворення можливих областей замерзання, що охоплюють як внутрішню частину, так і поверхню  — тобто замерзання може відбуватися як з поверхні так і  зсередини рідини випадковим чином. 
Існують такі явища, як переохолодження, при якому вода охолоджується нижче точки замерзання, але залишається рідкою, якщо дефектів замало для кристалізації . Це свідчить про зміну структури від рідкого до «проміжного льоду».  Кристалізація льоду з переохолодженої води зазвичай ініціюється процесом, який називається зародженням . Швидкість і розмір зародження відбуваються в межах наносекунд і нанометрів . 
Швидкість замерзання безпосередньо впливає на процес зародження і розмір кристалів льоду. Переохолоджена рідина залишатиметься в рідкому стані нижче нормальної точки замерзання, коли у неї мало можливостей для зародження, тобто якщо вона не має домішок і знаходиться в достатньо гладкому контейнері.
Під час останнього етапу замерзання крапля льоду утворює загострений кінчик, який не спостерігається для більшості інших рідин, і виникає тому, що вода розширюється під час замерзання.  Коли рідина повністю замерзне, гострий кінчик краплі притягує водяну пару в повітрі, подібно до того, як гострий металевий громовідвод притягує електричні заряди .  Водяна пара збирається на кінчику, і починає рости дерево з маленьких кристалів льоду. 
Залежно від температури та тиску водяний лід має 16 різних кристалічних форм, у яких молекули води з’єднуються одна з одною водневими зв’язками . 

### Зародження
Ріст кристала або зародження — це утворення нової термодинамічної фази або нової структури шляхом самоскладання. Зародження часто виявляється дуже чутливим до домішок у системі.
Класична теорія зародження  широко використовується як наближена теорія для оцінки цих показників і того, як вони змінюються залежно від таких змін, як температура.
Зародження можна розділити на гомогенне та гетерогенне зародження. Гомогенне зародження є більш рідкісним, але простішим випадком.

Гетерогенне зародження відбувається на поверхні або на домішках. У цьому випадку частина межі ядра розміщена на поверхні або домішках, на яких воно зароджується.  Гетерогенне зародження більш поширене і швидше, ніж гомогенне. 